# Plesiomma fuliginosum
Plesiomma fuliginosum là một loài ruồi trong họ Asilidae. Plesiomma fuliginosum được Wiedemann miêu tả năm 1821. Loài này phân bố ở vùng Tân nhiệt đới.